# البيت الكبير
البيت الكبير هو مسلسل تم إنتاجه في السعودية. بدأ عرضه في سنة 2016. وتبلغ مدة الحلقة الواحدة 45 دقيقة. وهو من إخراج أحمد لحلوح. تم بث المسلسل لأول مرة بتاريخ 6 يونيو 2016.

## بطولة
- حسن عسيري
- مريم حسين
- ديما بياعة
- محمد الحجي
- بتول محمد
- حامد مرزوق
- إيمان الغربي
- عبير الخضر
- فيصل الفيصل
- عبد العزيز السكيرين

## القصة
تدور القصة في إطار كوميدي عن أحد أثرياء تركيا، ليس له من يرثه، فيبعث برسالة من خلال برنامج واتس آب، باحثا عن باقي أفراد عائلته، فتنتقل الرسالة بين الناس، ويتم تداولها بين مواطنين في دول عربية مختلفة منها (السعودية ومصر والمغرب والكويت) وغيرها من الدول الأخرى.